# Pazin
Pazin (italijansko Pisino) je mesto z okoli 4000 prebivalci (2021, 1991 še 5300) na visoki planoti v osrednji Istri na Hrvaškem. Je sedež istoimenske mestne občine z 8279 prebivalci (2021; 2001 še 1000 več) in obenem tudi celotne Istrske županije. Pazin je edino glavno mesto kakšne hrvaške županije, ki ni obenem tudi njeno največje mesto (z izjemo Zagrebške županije). 
V upravno območje mesta, ki je po površini največje v Istri, spada skupaj 18 naselij (od 2006): Beram, Bertoši, Brajkovići, Butoniga, Grdoselo, Heki, Ježenj, Kašćerga, Kršikla, Lindar, Pazin, Stari Pazin, Trviž, Vela Traba, Zabrežani, Zamask, Zamaski Dol, Zarečje in Lindarski Katun.  

## Geografija
Mesto leži v geografskem središču istrskega polotoka, na ravnici oz. kotlini, ki jo obkrožajo okoliški hribi. Stari del mesta se je razvil na robu ponora Pazinska jama, v katerega ponikne rečica Pazinčica. Na strmi skalni steni visoki okoli 120 m nad ponorom stoji »Kaštel« (italijansko Castello Montecuccoli).
Iz starega dela se je mesto razširilo na zahod, v zaledje Pazinske jame, novejši del mesta je zgrajen na ravnici. Rečica Pazinčica v svojem toku ustvarja tudi znan slap Zarečki krov.

## Zgodovina
Pazin (italijansko Pisino), katerega središče je bil stari Mitterburg (grad Pazin), se prvič omenja leta 983 kot castrum Pisinium. V 12. stoletju je mesto postalo središče samostojne grofije, ki so ji vladali sprva Višnjegorski, za njimi pa Goriški grofje. Sporna in najverjetneje ponarejena Istrska pogodba (Razvod istrski), s katero Hrvati dokazujejo njihovo zgodovinsko izpričano naselitev v Istri, naj bi bila napisana leta 1325.
Grof Albert III. Goriški je leta 1374 zapustil svoja tukajšnja posestva avstrijski habsburški vladarski hiši, ki jih je priključila vojvodini Kranjski in jih dajala v fevd raznim plemiškim rodbinam, od katerih je bila leta 1766 zadnja družina Montecuccoli. Od leta 1805 do leta 1814 je bil Pazin pod vladavino Francozov in je bil sprva del Napoleonovega Italijanskega kraljestva, od leta 1809 pa Ilirskih provinc.
Po Napoleonovem porazu v Rusiji in dokončno pri Waterlooju je Istra po določbah Dunajskega kongresa ostala pod avstrijsko nadoblastjo. Po letu 1815 je bil tako Pazin spet del habsburške monarhije, spadal je pod Avstrijsko primorje, deželo Istro, bil je sedež istoimenskega okrožja in eden od 11 Bezirkshauptmannschaften.  1989 je bila v Pazinu ustanovljena gimazija s hrvaškim učnim jezikom, na keteri je poučevalo tudi veliko slovenskih profesorjev (ukinjena 1920). Z razpadom Avstro-ogrske ob koncu prve svetovne vojne leta 1918 in po podpisu mirovne pogodbe v Rapallu novembra 1920 je bila celotna Istra priključena kraljevini Italiji, vse do njene kapitulacije leta 1934. Po prihodu na oblast je Benito Mussolini uvedel fašistični režim v Italiji in skušal italijanizirati vse regije. Leta 1945 je mesto zasedla Jugoslavija, italijanske prebivalce mesta so večinoma izgnali, hrvaško klasično gimnazijo s semeniščem pa obnovili. Leta 1947 je bila ustanovljena Pazinska apostolska administratura (na jugoslovanskem oz. od 1951 samo še hrvaškem ozemlju Tržaško-koprske škofije), ki je obstajala kar 30 let, ko je bila po ratifikaciji Osimskih sporazumov tudi formalno priključena Poreško-puljski škofiji (1977/78).
Od leta 1991/92 je Pazin glavno mesto Istrske županije v neodvisni republiki Hrvaški.
Leta 1993 ustanovljeni Pazinski kolegij je prva (privatna) katoliška šola na Hrvaškem.

## Podnebje
Zaradi zemljepisne lege v notranjosti Istre je za Pazin značilno kontinentalno podnebje z vročimi poletji. Zime so hladne, z občasno meglo.

## Promet
Pazin je s cestami dobro povezan z vsemi mesti v Istri, skozenj poteka Istarski ipsilon, ki mesto po hitri cesti skozi predor Učka povezuje z Reko in ostalo Hrvaško. Razen cestne povezave, skozi Pazin poteka tudi železniška proga, ki ga povezuje s Puljem, z ostalo Hrvaško pa je železniška povezava samo preko Slovenije, kjer proge upravljajo Slovenske železnice.

## Demografija
| Pregled števila prebivalcev po letih | Pregled števila prebivalcev po letih | Pregled števila prebivalcev po letih | Pregled števila prebivalcev po letih | Pregled števila prebivalcev po letih | Pregled števila prebivalcev po letih | Pregled števila prebivalcev po letih | Pregled števila prebivalcev po letih | Pregled števila prebivalcev po letih | Pregled števila prebivalcev po letih | Pregled števila prebivalcev po letih | Pregled števila prebivalcev po letih | Pregled števila prebivalcev po letih | Pregled števila prebivalcev po letih | Pregled števila prebivalcev po letih |      |      |
| ------------------------------------ | ------------------------------------ | ------------------------------------ | ------------------------------------ | ------------------------------------ | ------------------------------------ | ------------------------------------ | ------------------------------------ | ------------------------------------ | ------------------------------------ | ------------------------------------ | ------------------------------------ | ------------------------------------ | ------------------------------------ | ------------------------------------ | ---- | ---- |
| 1857                                 | 1869                                 | 1880                                 | 1890                                 | 1900                                 | 1910                                 | 1921                                 | 1931                                 | 1948                                 | 1953                                 | 1961                                 | 1971                                 | 1981                                 | 1991                                 | 2001                                 | 2011 | 2021 |
| 3378                                 | 3424                                 | 2368                                 | 2173                                 | 2702                                 | 3249                                 | 5340                                 | 5125                                 | 2526                                 | 2554                                 | 3132                                 | 3598                                 | 4842                                 | 5282                                 | 4986                                 | 4386 | 3981 |

## Znamenitosti
Pazinski kaštel (italijansko Castello Montecuccoli), ki je bil verjetno zgrajen že v 9. stol., se v pisnih virih omenja leta 983, današnjo podobo je dobil v 13. ali 14. stol. V različnih zgodovinskih obdobjih je bil večkrat napaden, osvajan in oropan, porušen, predelan in dan v zakup. Menjal je lastnike in upravitelje ter tudi imena. Kaštel ima štiri masivne trakte, ki so postavljeni okoli centralnega dvorišča. Na fasadi nad vhodom so grbi nekaterih gospodarjev, ki so se izmenjavali kot lastniki ali najemniki. Danes so v Kaštelu prostori Narodnega muzeja Pazinštine z oddelki za zgodovino, etnologijo in zgodovino NOB.
Župnijska cerkev svetega Nikolaja iz 1266, ki je bila v 18. stoletju preurejena v baročnem slogu. Posebno zanimivost predstavlja mrežast gotski obok prezbiterija s ciklusom fresk, naslikanih okoli leta 1460, ki sodijo v sam vrh poznogotskih likovnih del v Istri. Velike cerkvene orgle iz leta 1780 so delo Gaetana Callida. Poleg cerkve stoji samostoječ 45 m visok zvonik iz leta 1705. V cerkvenem muzeju hranijo zbirke slik, kipov in glagolskih rokopisov.
Frančiškanski samostan s cerkvijo Marijinega vnebovzetja, je bil zgrajen v letih 1463 do 1477. Cerkev ima poznogotski prezbiterij. V preteklosti so imeli pazinski frančiškani v samostanu lekarno in bolnišnico. Od 1781 do 1834 je v samostanu delovala kmetijska šola, od 1836 do 1873 tudi gimnazija, na kateri je bil pouk v nemščini.
Na glavnem mestnem trgu stoji spomenik hrvaškemu pesniku in pisatelju Vladimirju Nazorju, delo hrvaškega kiparja Dušana Džamonje.
Pazinska jama pod gradom je najboljši primer kraške hidrografije in morfologije v Istri. Delno raziskal Édouard-Alfred Martel leta 1896. Okoli sto metrov pod nivojem mesta ponornica tvori dve podzemni jezeri, med seboj povezani s sifonom. V času obilnih padavin odprtina ponora ne more prevzeti vse vode in se v kanjonu ustvari pravo jezero, dolgo tudi do 2 km. Največja poplava je bila je leta 1896, ko je voda narasla do višine 30 m pod zidovi Kaštela. Pazinsko jamo so občudovali že stari potopisci, kot so Valvazor, Petronio in Yriarte. Grad in soteska sta navdihnila Julesa Verna za roman Mathias Sandorf, napisan leta 1885.
- Župnijska cerkev sv. Nikolaja
- Pazinski Kaštel
- Center Pazina
- Avstrijska poštna znamka s poštnim žigom Pisino (Pazin)
- Pazinska jama

## S Pazinom povezane osebnosti
- Vinko Jelovac, hrvaški košarkar in trener, rojen v okolici? (Jelovice, Buzet)
- Antun Motika, hrvaški slikar, obiskoval gimnazijo v Pazinu
- Luigi Dallapiccola, skladatelj in pianist
- Pier Antonio Quarantotti Gambini (1910–1965), pesnik in pisatelj
- Juraj Dobrila, puljsko-poreški in tržaško-koprski škof, istrski narodni buditelj, rojen v Ježenju pri Tinjanu
- Ivan Kos, dolgoletni direktor Pazinske gimnazije (Slovenec)
- Jakov Volčić, rimskokatoliški duhovnik
- Saša Šantel, slovenski slikar in profesor na Pazinski gimnaziji
- Paul Stupar, avstro-ogrski mornariški častnik in kontraadmiral
- Radojka Šverko, hrvaška pevka
- Vladimir Nazor, profesor na Pazinski gimnaziji